# Гадсон-стріт (Мангеттен)
Гадсон-стріт (англ. Hudson Street) — вулиця орієнтована з півночі на південь у боро Нью-Йорка на Мангеттені, що тягнеться від Трайбеки на південь через Гадсон-сквер і Грінвіч-Віллидж до району Мітпекінг.
Гадсон-стріт має дві чіткі односторонні ділянки, які зустрічаються на Абінгдон-Сквер-Парк, де перетинаються Восьма авеню та Блікер-стріт.
Південна частина Гадсон-стріт веде на північ і починається на перехресті Вест-Бродвею та Чемберс-стріт. На площі Абінгдон рух спрямовується на Восьму авеню. Тим часом ділянка Гадсон-стріт на північ від Абінгдон-Сквер-Парк проходить від 14-ї вулиці до Восьмої авеню.